# Esperanza López Jiménez
Esperanza López Jiménez (4 de abril de 1992, Málaga) es una jugadora de balonmano española que juega de lateral derecho en el Málaga Costa del Sol. Conocida como Espe López, fue internacional con la selección española juvenil.

## Trayectoria
Criada en la prolífica cantera del Colegio Puertosol malagueño donde empezó a jugar con 6 años, pasó con 18 años al equipo valenciano del Monóvar Urbacasas, donde estuvo una temporada y se clasificó para la fase final de la Copa de la Reina. De ahí volvió a Málaga en la temporada 2011 para jugar con el equipo malacitano en División de Honor Plata.
Esperanza se trasladó al Adesal de Córdoba en la temporada 2015, donde jugó durante 3 temporadas y consiguió el ascenso para el equipo fuensantino.
Regresó al equipo malagueño en la temporada 18-19. Fue una de las piezas claves en el ascenso a División de Honor en 2014 y, temporada a temporada, sigue siendo una de las fijas en el 7 inicial de Suso Gallardo.
Es una primera línea poco convencional (por su estatura) pero su velocidad en la finta y rapidez a la hora de los pases suele generar situaciones de peligro en el ataque que terminan con tiro franco desde seis metros o en pase en posición ventajosa a algunas de sus compañeras. Formó parte, junto a Silvia Arderius y Estela Doiro de la primera línea más baja de toda la División de Honor española y una de las más goleadoras. 
Integrante del mítico equipo malagueño entre los años 2020 y 2023 se proclamó campeón de Liga, campeona de la Copa EHF (y subcampeona al año siguiente) dos veces campeona de la Copa de SM La Reina (2020 y 2022) y supercampeona de España
En la temporada 2024/25 tuvo una lesión importante en el hombro, que le hizo pasar por quirófano para recibir una cirugía de reparación en el labrum tras recidiva de lesión previa en la articulación, que la tuvo la mayoría de la temporada fuera de los terrenos de juego.

### Palmarés
- 1 x Liga Guerreras Iberdrola (2023)
- 2 x Copa de la Reina de balonmano (2019–20, 2021–22)
- 1 x Supercopa de España (2021)
- 1 x Copa de la EHF (2021)

### Trayectoria
- 2010 – 11: Balonmano Monovar
- 2011 – 15: Málaga Costa del Sol
- 2015 – 18: Adesal de Córdoba
- 2018 – Actualidad: Málaga Costa del Sol

#### Datos estadísticos
| Liga                                   | Liga  | Copa     | Copa  | Europa   | Europa |
| Partidos                               | Goles | Partidos | Goles | Partidos | Goles  |
| -------------------------------------- | ----- | -------- | ----- | -------- | ------ |
| 172                                    | 506   | 22       | 85    | 40       | 113    |
| Datos actualizados a diciembre de 2024 |       |          |       |          |        |

## Vida

### Galardones individuales
- Mejor lateral derecho de la Liga Guerreras Iberdrola 2019–20[14]
- Septeto ideal de la temporada 2019–20[15]

## Vida
Hermana gemela de la también jugadora Soledad López, en una entrevista en el 2018 dijo que soñaba con ganar la Copa de la Reina. Se enfrentaron por primera vez en la temporada 2012. Le gustaría quedarse relacionada con el balonmano cuando deje de jugar como entrenadora. Es pareja del también jugador de balonmano cordobés Nacho del Castillo.

## Otras páginas web
- Ficha en la web del Club Balonmano Femenino Málaga Costa del Sol.
- Instagram